# Duinsterretjes-verbond
Het duinsterretjes-verbond (Tortulo-Koelerion) is een verbond uit de fakkelgras-orde (Cladonio-Koelerietalia). Het verbond omvat plantengemeenschappen van droge graslanden op kalkrijke zeeduinen.

## Naamgeving en codering
- Syntaxoncode voor Nederland (rVvN): r14Ca
- BWK-karteringscode: hd
- Natura2000-habitattypecode (EU-code): H2130
- Corine biotope: 16.22 - Dunes grises
- Eunis Habitat Types: B1.4 - Coastal stable dune grassland (grey dunes)

De wetenschappelijke naam Tortulo-Koelerion is afgeleid van de botanische naam van een kensoort van dit verbond, groot duinsterretje (Syntrichia ruralis, synoniem Tortula ruralis) en een kensoort van de bovenliggende orde, smal fakkelgras (Koeleria macrantha).

## Fysiognomie
De vegetatiestructuur van de gemeenschappen uit het duinsterretjes-verbond worden gekenmerkt door een zeer open, laagblijvende vegetatie zonder boom- en struiklaag. De kruidlaag bestaat overwegend uit grassen, met een meer beperkte rol voor kruidachtige planten. De moslaag kan zeer belangrijk zijn en omvat zowel bladmossen als korstmossen.

## Ecologie
Het duinsterretjes-verbond omvat een pioniervegetatie van droge, kalkhoudende, humusarme tot -rijke kustduinen.

## Associaties in Nederland en Vlaanderen
Het duinsterretjes-verbond wordt in Nederland en Vlaanderen vertegenwoordigd door drie onderliggende associaties.
- - duinsterretjes-associatie (Phleo-Tortuletum ruraliformis)
  - kegelsilene-associatie (Sileno-Tortuletum ruraliformis)
  - associatie van oranjesteeltje en langkapselsterretje (Tortello-Bryoerythrophylletum)

## Diagnostische taxa voor Nederland en Vlaanderen
Het duinsterretjes-verbond heeft voor Nederland en Vlaanderen als belangrijkste kensoorten zanddoddegras, groot en klein duinsterretje, duinreigersbek en kandelaartje. Zandhoornbloem en muurpeper komen ook in andere verbonden voor, maar kennen hun optimum in dit grasland.
Kruidlaag
| Kentaxon | Diff.soort | Presentie | Triviale naam          | Botanische naam                   | Opmerking                   | Afbeelding |
| -------- | ---------- | --------- | ---------------------- | --------------------------------- | --------------------------- | ---------- |
| kV       | -          |           | zanddoddegras          | Phleum arenarium                  |                             |            |
| kV       | -          |           | duinreigersbek         | Erodium cicutarium subsp. dunense |                             |            |
| kV       | -          |           | kandelaartje           | Saxifraga tridactylites           |                             |            |
| bg       | -          |           | zandhoornbloem         | Cerastium semidecandrum           |                             |            |
| bg       | -          |           | muurpeper              | Sedum acre                        |                             |            |
| kO       | -          |           | smal fakkelgras        | Koeleria macrantha                |                             |            |
| kO       | -          |           | ruw vergeet-mij-nietje | Myosotis ramosissima              |                             |            |
| kO       | -          |           | kruipend stalkruid     | Ononis repens subsp. procurrens   |                             |            |
| kO       | -          |           | duinviooltje           | Viola curtisii                    |                             |            |
| kO       | -          |           | kleine steentijm       | Clinopodium acinos                | Buiten Limburg              |            |
| kO       | -          |           | akkerhoornbloem        | Cerastium arvense                 | ook voor de struisgras-orde |            |
| kO       | -          |           | zandpaardenbloem       | Taraxacum laevigatum agg.         | ook voor de struisgras-orde |            |
| kO       | -          |           | veldereprijs           | Veronica arvensis                 | ook voor de struisgras-orde |            |
| kO       | -          |           | lathyruswikke          | Vicia lathyroides                 | ook voor de struisgras-orde |            |
| kK       | -          |           | geel walstro           | Galium verum                      |                             |            |
| kK       | -          |           | gewoon biggenkruid     | Hypochaeris radicata              |                             |            |
| kK       | -          |           | zandzegge              | Carex arenaria                    |                             |            |
| kK       | -          |           | zandhoornbloem         | Cerastium semidecandrum           |                             |            |
| kK       | -          |           | vroegeling             | Erophila verna                    |                             |            |
| kK       | -          |           | kleine leeuwentand     | Leontodon saxatilis               |                             |            |

Moslaag
| Kentaxon | Diff.soort | Presentie | Triviale naam         | Botanische naam                      | Opmerking                   | Afbeelding |
| -------- | ---------- | --------- | --------------------- | ------------------------------------ | --------------------------- | ---------- |
| kV       | -          |           | groot duinsterretje   | Syntrichia ruralis var. ruraliformis |                             |            |
| kV       | -          |           | klein duinsterretje   | Syntrichia ruralis var. calcicola    |                             |            |
| kV       | -          |           | kalksmaltandmos       | Ditrichum flexicaule                 |                             |            |
| kV       | -          |           | duinkronkelbladmos    | Tortella flavovirens                 |                             |            |
| kV       | -          |           | duinzwelmos           | Leptogium gelatinosum                |                             |            |
| kV       | -          |           | fijn zwelmos          | Leptogium lichenoides                |                             |            |
| kV       | -          |           | duinknoopjeskorst     | Bacidia bagliettoana                 |                             |            |
| kV       | -          |           | hakig kronkelbladmos  | Pleurochaete squarrosa               |                             |            |
| kO       | -          |           | vals rendiermos       | Cladonia rangiformis                 |                             |            |
| kO       | -          |           | duinbekermos          | Cladonia pocillum                    |                             |            |
| kO       | -          |           | buizerdmos            | Rhytidium rugosum                    |                             |            |
| kO       | -          |           | zomersneeuw           | Cladonia foliacea                    | Buiten Limburg              |            |
| kO       | -          |           | gevorkt heidestaartje | Cladonia furcata                     | ook voor de buntgras-orde   |            |
| kO       | -          |           | bleek dikkopmos       | Brachythecium albicans               | ook voor de struisgras-orde |            |
| kK       | -          |           | gewoon klauwtjesmos   | Hypnum cupressiforme                 |                             |            |
| kK       | -          |           | grijze bisschopsmuts  | Racomitrium canescens                |                             |            |
| kK       | -          |           | gewoon purpersteeltje | Ceratodon purpureus                  |                             |            |
| kK       | -          |           | klein leermos         | Peltigera rufescens                  |                             |            |

## Biologische Waarderingskaart
In de Biologische Waarderingskaart (BWK) van Vlaanderen en het Brussels Hoofdstedelijk Gewest is deze associatie opgenomen als Droog duingrasland van kalkrijke milieus (hd).
Dit vegetatietype staat gewaardeerd als 'biologisch zeer waardevol'.